# Campeonato Mundial de Halterofilismo de 2023 - Até 64 kg feminino
A categoria até 64 kg feminino foi um evento do Campeonato Mundial de Halterofilismo de 2023, disputado em Riade, na Arábia Saudita, nos dias 9 e 10 de setembro de 2023.

## Calendário
Horário local (UTC+3)
| Dia            | Horário | Fase    |
| -------------- | ------- | ------- |
| 9 de setembro  | 09:00   | Grupo D |
| 9 de setembro  | 14:00   | Grupo C |
| 10 de setembro | 16:30   | Grupo B |
| 10 de setembro | 19:00   | Grupo A |

## Medalhistas
| Evento    | Ouro                  | Ouro   | Prata                   | Prata  | Bronze                | Bronze |
| --------- | --------------------- | ------ | ----------------------- | ------ | --------------------- | ------ |
| Arranque  | Natalia Llamosa (COL) | 101 kg | Julieth Rodríguez (COL) | 101 kg | Ruth Ayodele (NGR)    | 100 kg |
| Arremesso | Park Min-kyung (KOR)  | 123 kg | Ruth Ayodele (NGR)      | 122 kg | Natalia Llamosa (COL) | 122 kg |
| Total     | Natalia Llamosa (COL) | 223 kg | Ruth Ayodele (NGR)      | 222 kg | Park Min-kyung (KOR)  | 220 kg |

## Recordes
Antes desta competição, o recorde mundial da prova era o seguinte:
| Recorde         | Tipo      | Atleta         | Peso   | Local   | Data                   |
| Recorde Mundial | Arranque  | Deng Wei (CHN) | 117 kg | Tianjin | 11 de dezembro de 2019 |
| Recorde Mundial | Arremesso | Deng Wei (CHN) | 145 kg | Pattaya | 22 de setembro de 2019 |
| Recorde Mundial | Total     | Deng Wei (CHN) | 261 kg | Pattaya | 22 de setembro de 2019 |

## Resultado
Os resultados foram os seguintes.
| Pos.              | Atleta                           | Grupo | Arranque (kg) | Arranque (kg) | Arranque (kg) | Arranque (kg)     | Arremesso (kg) | Arremesso (kg) | Arremesso (kg) | Arremesso (kg)    | Total      |
| Pos.              | Atleta                           | Grupo | 1             | 2             | 3             | Resultado         | 1              | 2              | 3              | Resultado         | Total      |
| ----------------- | -------------------------------- | ----- | ------------- | ------------- | ------------- | ----------------- | -------------- | -------------- | -------------- | ----------------- | ---------- |
| Medalha de ouro   | Natalia Llamosa (COL)            | A     | 99            | 101           | 103           | Medalha de ouro   | 118            | 121            | 122            | Medalha de bronze | 223        |
| Medalha de prata  | Ruth Ayodele (NGR)               | B     | 95            | 95            | 100           | Medalha de bronze | 117            | 117            | 122            | {                 | 222        |
| Medalha de bronze | Park Min-kyung (KOR)             | B     | 91            | 95            | 97            | 6                 | 117            | 121            | 123            | Medalha de ouro   | 220        |
| 4                 | Julieth Rodríguez (COL)          | A     | 99            | 101           | 103           | Medalha de prata  | 119            | 119            | 122            | 4                 | 220        |
| 5                 | Tsabitha Alfiah Ramadani (INA)   | A     | 95            | 95            | 100           | 4                 | 112            | 112            | 117            | 5                 | 217        |
| 6                 | Hanna Davydova (UKR)             | A     | 94            | 94            | 98            | 5                 | 112            | 112            | 116            | 13                | 210        |
| 7                 | Han Ji-an (KOR)                  | B     | 95            | 95            | 98            | 8                 | 110            | 110            | 115            | 19                | 205        |
| 8                 | Vicky Graillot (FRA)             | A     | 88            | 90            | 92            | 13                | 112            | 116            | 122            | 6                 | 206        |
| 9                 | Mariia Hanhur (UKR)              | A     | 92            | 94            | 96            | 9                 | 111            | 111            | 113            | 15                | 205        |
| 10                | Shakhlokhon Abdullaeva (UZB)     | A     | 91            | 91            | 94            | 12                | 108            | 112            | 115            | 12                | 203        |
| 11                | Wiktoria Wołk (POL)              | B     | 87            | 90            | 92            | 11                | 107            | 110            | 114            | 18                | 202        |
| 12                | Hung Wan-ting (TPE)              | C     | 85            | 88            | 88            | 16                | 110            | 113            | 116            | 7                 | 201        |
| 13                | Reihaneh Karimi (IRI)            | B     | 84            | 89            | 92            | 14                | 107            | 108            | 112            | 9                 | 201        |
| 14                | Li Wei-chia (TPE)                | B     | 86            | 86            | 89            | 21                | 108            | 111            | 113            | 14                | 197        |
| 15                | Olivia Selemaia (NZL)            | C     | 84            | 88            | 90            | 15                | 104            | 108            | 111            | 21                | 196        |
| 16                | Darcy Kay (AUS)                  | C     | 83            | 86            | 86            | 20                | 105            | 110            | 110            | 17                | 196        |
| 17                | Myrthe Timmermans (NED)          | B     | 88            | 88            | 90            | 17                | 108            | 108            | 108            | 22                | 196        |
| 18                | Monica Knowlton (CAN)            | C     | 79            | 79            | 82            | 27                | 108            | 108            | 113            | 8                 | 195        |
| 19                | Emma McIntyre (NZL)              | C     | 83            | 87            | 87            | 18                | 103            | 107            | 107            | 23                | 194        |
| 20                | Fatemeh Keshavarz (IRI)          | B     | 82            | 87            | 89            | 19                | 107            | 112            | 115            | 24                | 194        |
| 21                | Garoa Martínez (ESP)             | B     | 84            | 84            | 89            | 23                | 106            | 110            | 110            | 20                | 194        |
| 22                | Alexa Mina (LBN)                 | C     | 83            | 83            | 87            | 24                | 104            | 107            | 110            | 16                | 193        |
| 23                | Jessica Gordon Brown (GBR)       | C     | 80            | 82            | 85            | 22                | 102            | 105            | —              | 25                | 190        |
| 24                | Tenishia Thornton (MLT)          | C     | 79            | 81            | 83            | 25                | 100            | 103            | 105            | 26                | 186        |
| 25                | Laura Wheatcroft (GBR)           | C     | 82            | 85            | 86            | 26                | 102            | 104            | 105            | 28                | 184        |
| 26                | Marta Monteiro (POR)             | D     | 73            | 79            | 79            | 29                | 102            | 106            | 106            | 27                | 181        |
| 27                | Yusleidy Figueroa (VEN)          | C     | 78            | 81            | 81            | 30                | 102            | 102            | 105            | 29                | 180        |
| 28                | Saara Retulainen (FIN)           | D     | 75            | 78            | 80            | 28                | 85             | 89             | 92             | 32                | 172        |
| 29                | Catarina Augusto (POR)           | D     | 70            | 70            | 75            | 34                | 92             | 97             | 102            | 30                | 172        |
| 30                | Amalía Ósk Sigurðardóttir (ISL)  | D     | 73            | 77            | 80            | 31                | 93             | 98             | 100            | 31                | 170        |
| 31                | Katla Björk Ketilsdóttir (ISL)   | D     | 73            | 76            | 79            | 33                | 86             | 89             | 91             | 34                | 165        |
| 32                | Ivana Gorišek (CRO)              | D     | 74            | 74            | 77            | 32                | 87             | 87             | 90             | 35                | 164        |
| 33                | Sharada Chaudhary (NEP)          | D     | 65            | 71            | 71            | 37                | 85             | 90             | 94             | 33                | 155        |
| 34                | Winny Chepngeno Langat (KEN)     | D     | 63            | 63            | 67            | 36                | 83             | 90             | 90             | 36                | 150        |
| 35                | Lydia Nakidde (UGA)              | D     | 60            | 67            | 70            | 35                | 80             | 85             | 85             | 37                | 147        |
| 36                | Alzahraa Khamshad (KUW)          | D     | 60            | 65            | 70            | 38                | 75             | 80             | 85             | 38                | 145        |
| 37                | Azra Alatović (BIH)              | D     | 56            | 60            | 62            | 39                | 70             | 74             | 76             | 39                | 136        |
| 38                | Hessa Al-Barrak (KSA)            | D     | 50            | 50            | 50            | 40                | 65             | 70             | 75             | 40                | 120        |
| —                 | Aysel Özkan (TUR)                | A     | 97            | 97            | 101           | 7                 | 115            | 117            | 118            | —                 | —          |
| —                 | Otgonchimegiin Tögs-Erdene (MGL) | A     | 99            | 101           | 101           | —                 | 112            | 116            | 116            | 10                | —          |
| —                 | Eliannys Franco (VEN)            | A     | 87            | 91            | 93            | 10                | 113            | 113            | 113            | —                 | —          |
| —                 | Ganzorigiin Anuujin (MGL)        | A     | 95            | 99            | 101           | —                 | 112            | 117            | 120            | 11                | —          |
| —                 | Natália Hušťavová (SVK)          | C     | 82            | 83            | 83            | —                 | 103            | 103            | 104            | —                 | —          |
| —                 | Kiana Elliott (AUS)              | B     | —             | —             | —             | —                 | —              | —              | —              | —                 | —          |
| —                 | Ine Andersson (NOR)              | D     | —             | —             | —             | —                 | —              | —              | —              | —                 | —          |
| —                 | Rafif Jear (KSA)                 | D     | Não largou    | Não largou    | Não largou    | Não largou        | Não largou     | Não largou     | Não largou     | Não largou        | Não largou |